# Glidefald
Glidefald er en renselse og styrkelse af både krop, tale og sind. Det er en øvelse der bruges indenfor buddhismen. I den tibetanske forskole kræves det at eleverne laver glidefaldet 111.111 gange.
For lettest at kunne lave glidefald, bør man benytte et glat underlag. På en pilgrimsrejse hvor pilgrimmene laver glidefald over større afstande, benyttes oftest en form for skindluffer og evt. beskyttelse på knæene, pga. det store slid hænder og knæ udsættes for.
Et glidefald udføres således:
Foran sig forestiller man sig et tilflugtstræ.
Man står med fødderne i en v-position og med ret ryg. Håndflader og fingerspidser mod hinanden, samlet et stykke foran brystet, albuerne ind til kroppen.
De samlede hænder føres op så de rører over panden, dernæst halsen og til sidst brystet. 
Man går nu ned i knæ med hænderne strakt foran sig og man glider til man ligger udstrakt. 
Udføres glidefaldet på stedet glider man tilbage på knæ og videre op at stå for at gentage øvelsen.
Hvis man vil bevæge sig fremad, glider man tilbage i knæ, tager et skridt frem på vej op og begynder forfra.

Samtidig med glidefaldet siges De tre juveler.